# Ellos eatnu – Låt älven leva
Ellos eatnu – Låt älven leva (norska: Ellos eatnu – La elva leve) är en norsk dramafilm från 2023. Filmen är skriven och regisserad av Ole Giæver och är baserad på händelserna kring Alta-konflikten i Norge, som pågick under 1970-talet och 1980-talet. Filmens stora huvudroll spelas av Ella Marie Hætta Isaksen. På Göteborg Film Festival 2023 vann filmen ett Dragon Award för bästa nordiska film och ett FIPRESCI Award.
Filmen hade biopremiär i Sverige den 12 maj 2023, utgiven av Folkets Bio. Den premiärvisades på Tromsø internationella filmfestival den 16 januari samma år.

## Handling
Filmen följer den unga, samiska kvinnan Ester, som under den stora konflikten i den norska staden Alta, döljer sin identitet för att undgå rasism. Samtidigt, när hon är mitt i stadens demonstrationer, påbörjas en personlig resa ur den skam som hon så länge har burit på.

## Rollista (i urval)
- Ella Marie Hætta Isaksen – Ester
- Ivar Beddari – Gøran
- Gard Emil – Mihkkal
- Anitta Suikkari – Asta
- Marie Kvernmo – Máret
- Mary Sarre – Esters farmor
- Sofia Jannok
- Mikkel Gaup
- Beaska Niillas
- Finn Arve Sørbøe